# Любарець Микола Олександрович
Микола Олександрович Любарець (13 березня 1994, м. Червоноград) — український військовослужбовець, підполковник Збройних Сил України, учасник російсько-української війни, який відзначився під час відбиття російського вторгнення в Україну. Герой України (2022).

## Життєпис
Народився у м. Червонограді (нині - Шептицький). Виріс у Новому Калинові, де служив військовим льотчиком його батько. 
2016 року закінчив Харківський національний університет Повітряних сил імені Івана Кожедуба. 
Служив у м. Полтаві. Учасник АТО/ООС. У 2019—2020 роках проходив службу у складі миротворчого контингенту Місії ООН у Демократичній Республіці Конго. 
З початку російського вторгнення в Україну 2022 року воював у складі ЗСУ.
У березні 2022 року підполковник Микола Любарець (ще у званні капітана) і капітан Роман Дрогомирецький, як добровольці виконали надскладний політ на гелікоптері з Дніпра до Маріуполя з метою доставки боєприпасів захисникам міста. На зворотному шляху вони здійснили медичну евакуацію вісьмох тяжкопоранених осіб.
19 січня 2024 року під час церемонії у Маріїнському палаці Президент України Володимир Зеленський вручив 30 сертифікатів на отримання квартир військовослужбовцям Сил оборони, яким присвоєно звання Героя України, та родинам полеглих Героїв; один із сертифікатів було вручено майору Миколі Любарцю. 

## Нагороди
- звання «Герой України» з врученням ордена «Золота Зірка» (2022) — за особисту мужність і героїзм, виявлені у захисті державного суверенітету та територіальної цілісності України, вірність військовій присязі[3];
- орден Данила Галицького (26 березня 2022) — за особисту мужність і самовіддані дії, виявлені у захисті державного суверенітету та територіальної цілісності України, вірність військовій присязі[4];
- Орден «За мужність» ІІІ ступеня (7 травня 2025) - за особисту мужність, виявлену у захисті державного суверенітету та територіальної цілісності України, самовіддане виконання військового обов’язку[5].

## Військові звання
- підполковник (2024)
- майор (2022)[1]
- капітан (2018)
- старший лейтенант (2016)
- лейтенант (2016)
- солдат (на посаді курсанта, 2011)